# Comuna Iurivka, Kozeatîn
Iurivka (în ucraineană Юрівка) este o comună în raionul Kozeatîn, regiunea Vinnița, Ucraina, formată din satele Iurivka (reședința) și Lîstopadivka.

## Demografie
Componența lingvistică a satului Iurivka
     Ucraineană (99,61%)
     Alte limbi (0,26%)
Conform recensământului din 2001, majoritatea populației satului Iurivka era vorbitoare de ucraineană (99,61%), existând în minoritate și vorbitori de alte limbi.